# Jane de la Vaudère

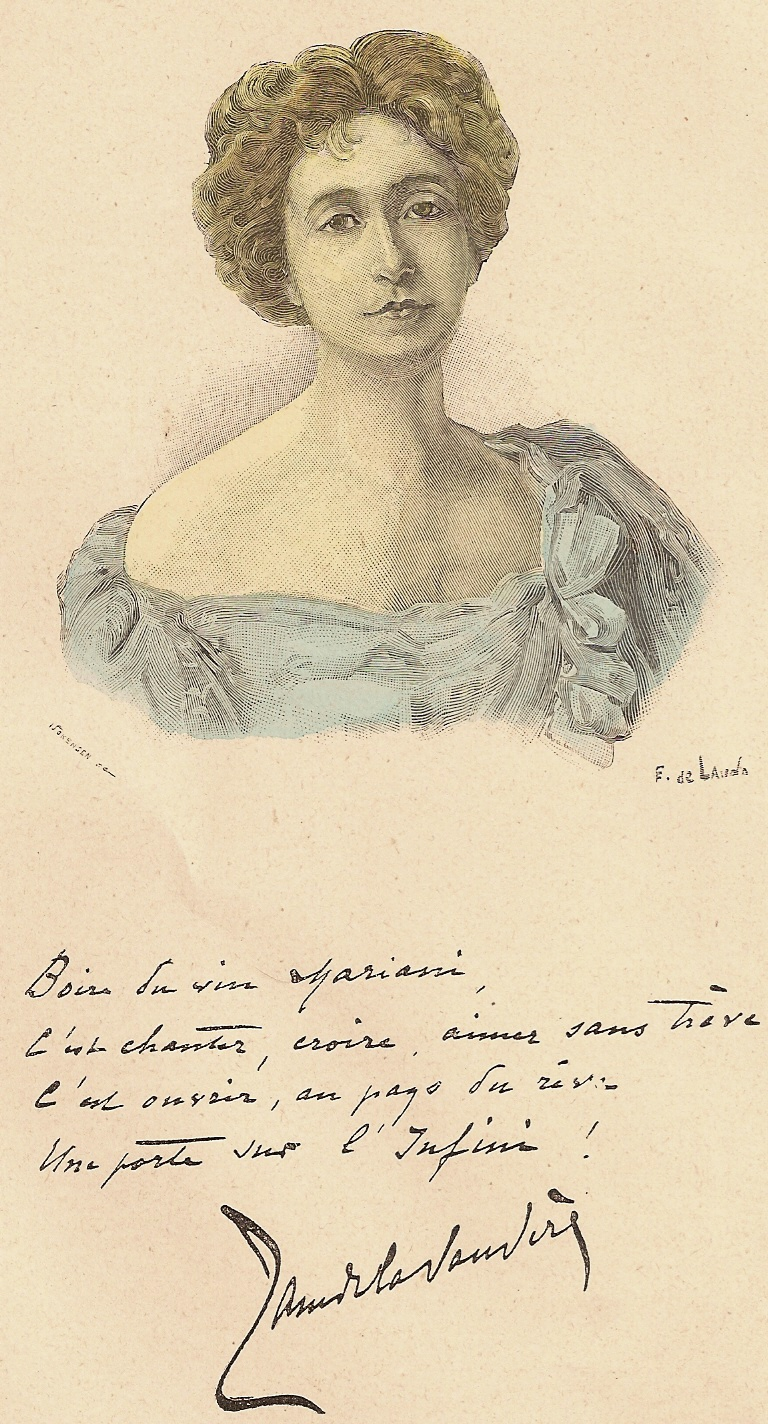
Jane de la Vaudère

Jane de la Vaudère, eigentlich Jeanne Scrive (* 15. April 1857 in Paris; † 26. Juli 1908 ebenda) war eine französische Schriftstellerin des Naturalismus, eine Vertreterin des Fin de siècle (Dekadenzdichtung).

## Leben
Vaudère stammte aus einer wohlhabenden Familie, die im 15./16. Jahrhundert von Italien nach Frankreich eingewandert war. Ihre Eltern waren der Militärarzt Gaspard-Léonard Scrive (1815–1861) und dessen Ehefrau Barbara Elizabeth Weigel (1822–1870). Ihr Onkel mütterlicherseits, Louis Löw (1828–1917) war ein Jurist, der durch die Dreyfus-Affäre der Öffentlichkeit bekannt geworden war.
Bereits früh war Vaudère Vollwaise geworden und kam in die Obhut ihrer Cousine Marie-Emélie Lagarmitte, der Vorsteherin des Konvents Schwestern Unserer Lieben Frau von Sion. Dort begann sie auch zu schreiben. Kaum fünfzehnjährig heiratet sie Camille Crapez (1848–1912) und hatte mit ihm einen Sohn.
Nach dem Tod ihrer Schwiegermutter erbte ihr Ehemann das Château de la Vaudère in Parigné-l’Évêque (Département Sarthe). Dieses Château war dann auch Namenspatron für ihr Pseudonym Jane de la Vaudère.
Mit 51 Jahren starb Vaudère am 26. Juli 1908 in Paris und fand dort auch ihre letzte Ruhestätte. Die Trauerfeier fand am 29. Juli in der Kirche Saint-Ferdinand-des-Ternes (Paris) statt.

## Rezeption
Vaudère schrieb über dreißig Romane, aber auch  Novellen, Theaterstücke und Gedichte. Ihre Theaterstücke erlebten fast alle im Théâtre du Grand Guignol ihre Uraufführung.
Neben ihren Romanen wurden viele ihrer Werke auch in Anthologien und Zeitschriften veröffentlicht. Zu Lebzeiten war Vaudère vom Publikum wie auch von der Literaturkritik hochgelobt, sind aber heute nahezu völlig vergessen. Sie war u. a. Mitglied der Société des gens de lettres.
Vaudère unterstützte auch immer wieder Kollegen: als 1902 der Photograph und Künstler Charles Klary La Photographie du nu veröffentlichte, schrieb sie dazu ein Vorwort.

## Werke (Auswahl)
Lyrik
- Les heures perdues. Lemerre, Paris 1889.
- L'éternelle chanson. Ollendorff, Paris 1890.
- Minuit. Ollendorff, Paris 1892.
- Évocation. Ollendorff, Paris 1893.
- Les baisers de la chimère. Ollendorff, Paris um 1895.

Romane
- Die Amazone des Königs von Siam. roman (L'amazone du roi de Siam, 1902). Grimm, Budapest 1902.
- Die Androgynen. Roman (Les androgynes, 1903). Sachs & Pollák, Wien 1903.
- Die Courtisanen Brahmas. Roman (Les courtisanes du Brahma, 1903). Grimm, Budapest 1903.
- Indische Liebesgeheimnisse. Roman (Le mystère de Kama, 1901). Sachs & Pollák, Wien 1902.
- Entartete Weiber. Roman (Les demi-sexes, 1897). Sachs & Pollák, Wien 1900.
- Die Stadt des Lächelns. Roman (La cité des sourires). Grimm, Budapest 1908.
- Das Recht zu lieben. Roman (Le droit d'aimer, 1895). Sachs & Pollák, Wien 1907.

Theaterstücke
- Le modèle. Comédie en un acte et en vers. Lemerre, Paris 1889.
- Pour une nuit d'Amour! Drame en un acte. Ollendorff, Paris 1898.[3]
- Pour le flirt! Saynètes mondaines. Flammarion, Paris 1905.
- Dupont sera élu! Comédie électorale en un acte et en vers. Ondet, Paris 1906.
- Mademoiselle de Fontanges. Pièce en quatre actes et en vers.[4]